# City of Heavenly Fire
City of Heavenly Fire är skriven av Cassandra Clare och är den sjätte och sista boken i ungdomsbokserien The Mortal Instruments. Den publicerades den 27 maj 2014.

## Handling
Mörker återvänder till skuggjägarnas värld. När deras vardag faller sönder omkring dem så måste Clary, Jace, Simon och deras vänner gå samman för att bekämpa den största ondskan som nephilim någonsin har skådat; Clarys egen bror Jonathan. Ingenting i världen kan besegra honom - måste de resa till en annan värld för att hitta ett sätt att besegra honom? Liv kommer att förloras, människor offras och hela världen förändrats i den avslutande delen av Mortal Instruments-serien.